# Szenaib
Szenaib (uralkodói nevén Menhauré) az ókori egyiptomi második átmeneti kor idején élt uralkodó. Kim Ryholt és Darrell Baker szerint az abüdoszi dinasztiához tartozik, Jürgen von Beckerath a XIII. dinasztia végére teszi, Daphna Ben Tor, valamint James és Susan Allen szerint a XVI. dinasztia végéhez tartozik.

## Említései
Egyetlen kortárs említése egy rendkívül durva kidolgozású festett mészkősztélén fordul elő, melyet Abüdoszban találtak és ma a kairói Egyiptomi Múzeumban található (CG 20517). A sztélén szerepel az uralkodó ötelemű titulatúrájából a nomen, prenomen és Hórusz-név; a király a harci koronát, más néven kék koronát viseli és Min istenséget imádja.

## Dinasztiája
A második átmeneti korról írt tanulmányában Kim Ryholt kifejti az eredetileg Detlef Franke által felvetett elméletet, mely szerint miután a hükszoszok elfoglalták Memphiszt és ennek következtében a XIII. dinasztia megszűnt, Közép-Egyiptomban megjelent egy abüdoszi központú független királyság. Az abüdoszi dinasztia rövid ideig hatalmon lévő helyi királyokból állt, akik Közép-Egyiptom fölött uralkodtak. Ryholt megjegyzi, hogy Szenaib egyedül egy abüdoszi sztéléről ismert, így ehhez a dinasztiához tartozhat. Ezzel a következtetéssel Darrell Baker is egyetért, Jürgen von Beckerath azonban nem, ő Szenaibot a XIII. dinasztia végére datálja.

## Név, titulatúra
A fáraók titulatúrájának magyarázatát és történetét lásd az Ötelemű titulatúra szócikkben.
| G5 |

| G5 |

| s | wAD | N16 · N16 |

| s | wAD | N16 · N16 |

| s | wAD | N16 · N16 |

| s | wAD | N16 · N16 |

| G5 |

| G5 |

| s | wAD | N16 · N16 |

| s | wAD | N16 · N16 |

| s | wAD | N16 · N16 |

| s | wAD | N16 · N16 |

| M23 | L2 |

| M23 | L2 |

| N5 | mn · n | N28 · D36 · Z2 |

| N5 | mn · n | N28 · D36 · Z2 |

| N5 | mn · n | N28 · D36 · Z2 |

| N5 | mn · n | N28 · D36 · Z2 |

| N5 | mn · n | N28 · D36 · Z2 |

| N5 | mn · n | N28 · D36 · Z2 |

| N5 | mn · n | N28 · D36 · Z2 |

| N5 | mn · n | N28 · D36 · Z2 |

| M23 | L2 |

| M23 | L2 |

| N5 | mn · n | N28 · D36 · Z2 |

| N5 | mn · n | N28 · D36 · Z2 |

| N5 | mn · n | N28 · D36 · Z2 |

| N5 | mn · n | N28 · D36 · Z2 |

| N5 | mn · n | N28 · D36 · Z2 |

| N5 | mn · n | N28 · D36 · Z2 |

| N5 | mn · n | N28 · D36 · Z2 |

| N5 | mn · n | N28 · D36 · Z2 |

| G39 | N5 | \| \| |
|     |    |       |

|  |

| G39 | N5 | \| \| |
|     |    |       |

|  |

| Y4 | Y1 · ib · Z1 |

| Y4 | Y1 · ib · Z1 |

| Y4 | Y1 · ib · Z1 |

| Y4 | Y1 · ib · Z1 |

| Y4 | Y1 · ib · Z1 |

| Y4 | Y1 · ib · Z1 |

| Y4 | Y1 · ib · Z1 |

| Y4 | Y1 · ib · Z1 |

| G39 | N5 | \| \| |
|     |    |       |

|  |

| G39 | N5 | \| \| |
|     |    |       |

|  |

| Y4 | Y1 · ib · Z1 |

| Y4 | Y1 · ib · Z1 |

| Y4 | Y1 · ib · Z1 |

| Y4 | Y1 · ib · Z1 |

| Y4 | Y1 · ib · Z1 |

| Y4 | Y1 · ib · Z1 |

| Y4 | Y1 · ib · Z1 |

| Y4 | Y1 · ib · Z1 |

## Fordítás
- Ez a szócikk részben vagy egészben  a   Snaaib című angol Wikipédia-szócikk ezen változatának fordításán alapul.  Az eredeti cikk szerkesztőit annak laptörténete sorolja fel. Ez a jelzés csupán a megfogalmazás eredetét és a szerzői jogokat jelzi, nem szolgál a cikkben szereplő információk forrásmegjelöléseként.